# Косово (област Кюстендил)
Вижте пояснителната страница за други значения на Косово.
Косово е село в Западна България. То се намира в община Трекляно, област Кюстендил.

## География
Село Косово се намира в планински район, в Кюстендилското Краище, в източните склонове на Милевска планина, по долината на река Косовска. Отдалечено е на 13 километра от границата със Сърбия.
Селото е разпръснат тип, образувано от 17 махали.
мах. Широко дол; мах. Дурлинивци; мах.

## История
Няма запазени писмени данни за времето на възникване на селото. Останките от късноантично укрепление и некропол свидетелстват, че района е населяван от дълбока древност.
Село Косово е старо средновековно селище. В турски данъчен регистър от 1570-1572 г. са регистрирани селата Косач и Кошево, чието местоположение съвпада с това на днешното Косово. първото е с 42 домакинства, 35 ергени, 4 бащини и 2 вдовици, а второто – с 62 домакинства, 53 ергени, 4 бащини и 2 вдовици. В списъка на джелепкешаните от 1576-77 г. е записано като Косова към кааза Ълъджа (Кюстендил) с 4 данъкоплатци.

## Религии
Село Косово принадлежи в църковно-административно отношение към Софийска епархия, архиерейско наместничество Кюстендил. Населението изповядва източното православие.

## Исторически, културни и природни забележителности
- Църква „Свети Николай“. Построена през 1885 г.
- Оброк „Свети Спас“. Намира се на около 3 км северозападно от селската църква, при мапхала Воличинци, на около 100 метра югозападно от последните къщи на махалата, до стар дъб.
- Оброк „Свети Пантелеймон“. Намира се на около 2,5 км югоизточно от селската църква, в местността „Пантеле“.

## Редовни събития
- Събор се провежда всяка година в последната неделя на юни.

## Личности
- Кирил Лазаров Гергинов – род.1908 г.-общественик.
- Борис Рангелов Манов – род 1924 г. Завършил стр.инженерство в Будапеща. Работил в много страни в Европа, Лат. Америка и др.
- Венелин Станков Илиев – 1914-2012 г.